# 亞述尼拉里一世
亞述尼拉里一世（英語：Ashur-nirari I）（？—前1503年），古亚述时期的亚述国王（公元前1529年—公元前1503年在位）沙姆希阿达德三世继承人，他统治时期，亚述首都修建了庙宇。
| 前任： 沙姆希阿达德三世 | 亚述国王 前1529年—前1503年 | 繼任： 普祖尔亚述三世 |